# 环球小姐
环球小姐，或稱環宇小姐，簡稱為环姐，是一年一度的国际大型选美比赛的優勝者。該項比赛于1952年在美国加州太平洋米尔斯服装公司创立。現任環球小姐是來自丹麥的维多利亚·凯尔·泰尔维格。
環球小姐是最主要的國際選美比賽之一，跟世界小姐、國際小姐和地球小姐，並稱為世界上四大選美活動，而國際旅遊小姐或洲際小姐也被某些選美網站或部分國家承認為大型選美項目而派選手出賽。

## 历史沿革
國際大型選美比賽始於1920年代，1926年舉辦的「寰宇小姐」（International Pageant of Pulchritude）是首個邀請多國佳麗參加的女性選美比賽，這個比賽1926至1931年間在美國德克薩斯州Galveston舉行，1932至1935年移到比利時舉辦，不過這個國際選美比賽因為種種原因而停辦，雖然二次大戰前的寰宇小姐與戰後的環球小姐並非由同一個組織主辦，但寰宇小姐的舉辦模式對在戰後籌辦的環球小姐及世界小姐仍然有一定影響。
現在的環球小姐選美大賽由1951年成立的環球小姐組織主辦。從1952年起舉辦第一屆，到2019年已舉辦68届，全球超過150個地區參加。1952至1964年的環球小姐選美比賽，都是跟美國小姐同時舉行，所以部分單項獎會由這兩個比賽一起選出。1960年代開始全球電視直播，1972年開始正式離開美國本土來到美屬波多黎各舉行比賽，之後在全球不同國家舉辦，至今已有過超過20個國家成為東道國。最初由哥倫比亞廣播公司進行直播，1996年美國富商唐納德·川普接手環姐比賽的管理，進行多方面的改革。2003年起改為由國家廣播公司進行全球直播；2015年起改為由福斯廣播公司進行全球直播。

## 參賽佳麗
環球小姐的佳麗大部分是參賽國的全國性選美比賽冠軍，並且符合參加環球小姐的資格，參賽佳麗也要符合其所代表地區的國籍要求，如持有代表國家的護照或長期居留證明，也就是不能找沒有本國國籍或永久居留身份的他國佳麗代表本國出選，除非這名來自他國的佳麗已歸化代表國的國籍。雖然環球小姐比賽是全球最頂尖的選美比賽之一，但參賽條件本身不高，參賽資格也經歷多次改動，包括18至27歲之間，未結婚或懷孕，對身高及體態並沒有特別要求，不過大部分參賽國家都為了派出最佳選手參賽，所以在國內的選拔賽設有較環姐更高的年齡和身高的要求。
部分國家的國內選美比賽，如西班牙容許已婚人士、已為人母、年齡範圍廣闊，甚至變性人也可參賽，但她們即使在國內的選美比賽勝出，但是因為不符合環姐的參賽規則，所以不能代表自己的國家參加環球小姐選美大賽，或需要改派亞軍或季軍參賽。因為部分國家的環姐代表選拔賽可能與當年的環姐競選舉辦日期不配合，無法及時選出自己國家的環姐代表，有時候會改派往届國內選美比賽的佳麗出賽，也有時候會委任一些賽區的冠軍，如2007年度環球中國親善小姐張寧寧也是這樣產生的。

## 入圍佳麗的選拔
1960年代開始，環球小姐參賽國家不斷增加，所以增設預賽，這部分通常會在決賽前1個星期舉行，首先會邀請預賽評判，之後全體佳麗逐一穿上泳裝和晚裝出場，以及跟評判的面試，所計算平均分最高的佳麗則入圍決賽，1978年公佈入圍者的分數，直到1990年就公佈全球參加佳麗的預賽分數，讓我們知道排名，但在1998年開始，所有預賽評分不再公開，不過部分報章也公開了少量排名。第一届的入圍人數只有10人，之後增加至15至16人，1971年開始減少至12人，1984年開始再減少至10人，2003年卻再增加至15人，而直到2006年，因為人數增加所以也增加入圍名額到20人，但2007年卻減少到15人，2016年減少至13人。

## 半決賽方式
隨着年代的改變，賽程及比併方法也不停的變遷。在宣佈入圍者後，1950至60年代的選舉方法只是佳麗穿上泳衣讓決賽評分，1960年代中期就增加泳裝，晚裝以及訪問環節，這個比賽方式一直使用到1999年。2000年開始改為半決賽只設立泳裝和晚裝環節，2003-2005年再次改革，15位入圍佳麗進行晚裝環節，之後泳裝環節；2006-2007就是前20/15名進行泳裝環節，後晚裝環節。2016年開始，前13名進行泳裝環節，後前9名進行晚裝環節。

## 決賽方式
在半決賽過後，評判分最高的五位佳麗入圍，從1952-1989，會公佈前5名，之後進行最后問答環節，以讓評判決賽最終排名，選出新的冠軍，但1990開始，就在半決賽後公佈前6名，之後進行問答環節，佳麗會抽出一張卡，卡上寫着評判名字，評判再向佳麗發問，回答後則評判評分，再選出前3名，她們就是三甲佳麗，之後再進行相同問題問答環節，佳麗在回答後評判會進行投票，投票的標準是佳麗在半決賽及決賽的表現，票數最多就當選冠軍。但1998年開始，就只公佈前5名，進行由主持人控制的問答環節，再讓評判評分，選出前3名，再進行投票，投票的標準是佳麗在半決賽及決賽的表現，票數最多就當選冠軍。但在2001年開始，五強佳麗會有2條問答需要回答，而且不會不設立三甲，只會在問答環節後，評判進行投票，再加上分數等，決定排名。2016年開始，就在半決賽後公佈前6名，之後進行問答環節，佳麗在問答環節開始前已隨機抽好回答次序，主持人向每一位佳麗發問不同問題，回答後則評判評分，再選出前3名，她們就是三甲佳麗，之後再進行相同問題問答環節，佳麗在回答後評判會進行投票，投票的標準是佳麗在半決賽及決賽的表現，票數最多就當選冠軍。

## 比賽獎品
環球小姐冠軍的獎品多年來變化不大：
- 后冠一個，有關后冠的資料或價值請參考以下項目。
- 獎座一個或八十年代的獎盃
- 100萬美金

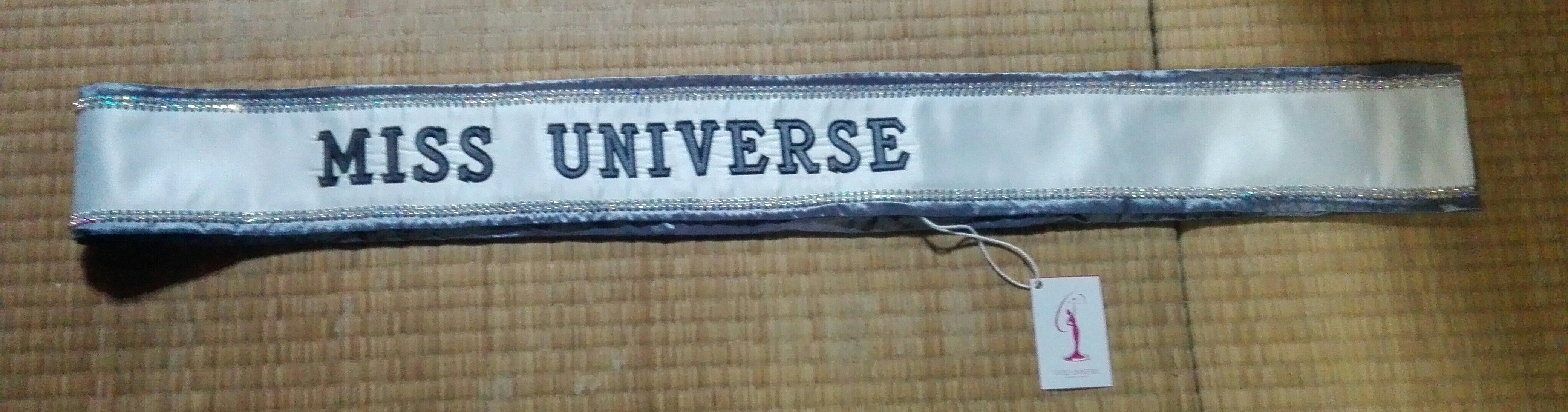
环球小姐冠軍的彩帶

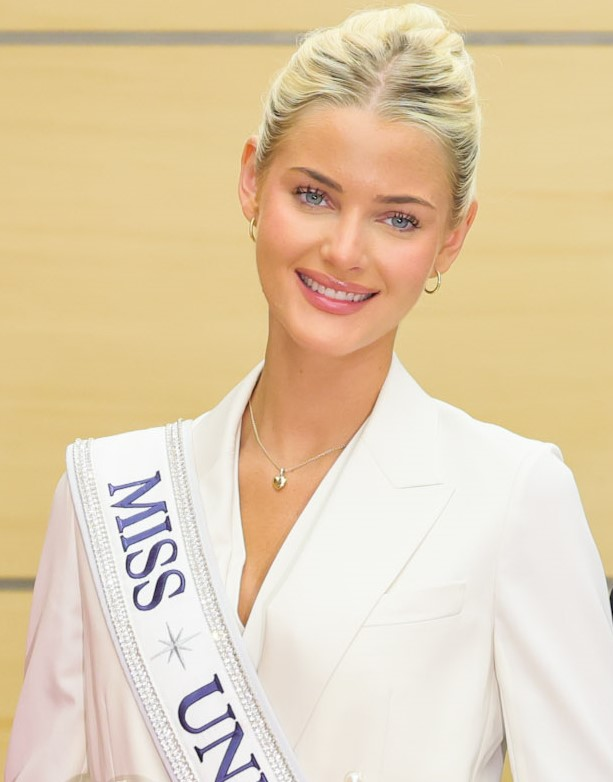
2024年環球小姐 丹麥代表 -維多利亞·凱爾·泰爾維格

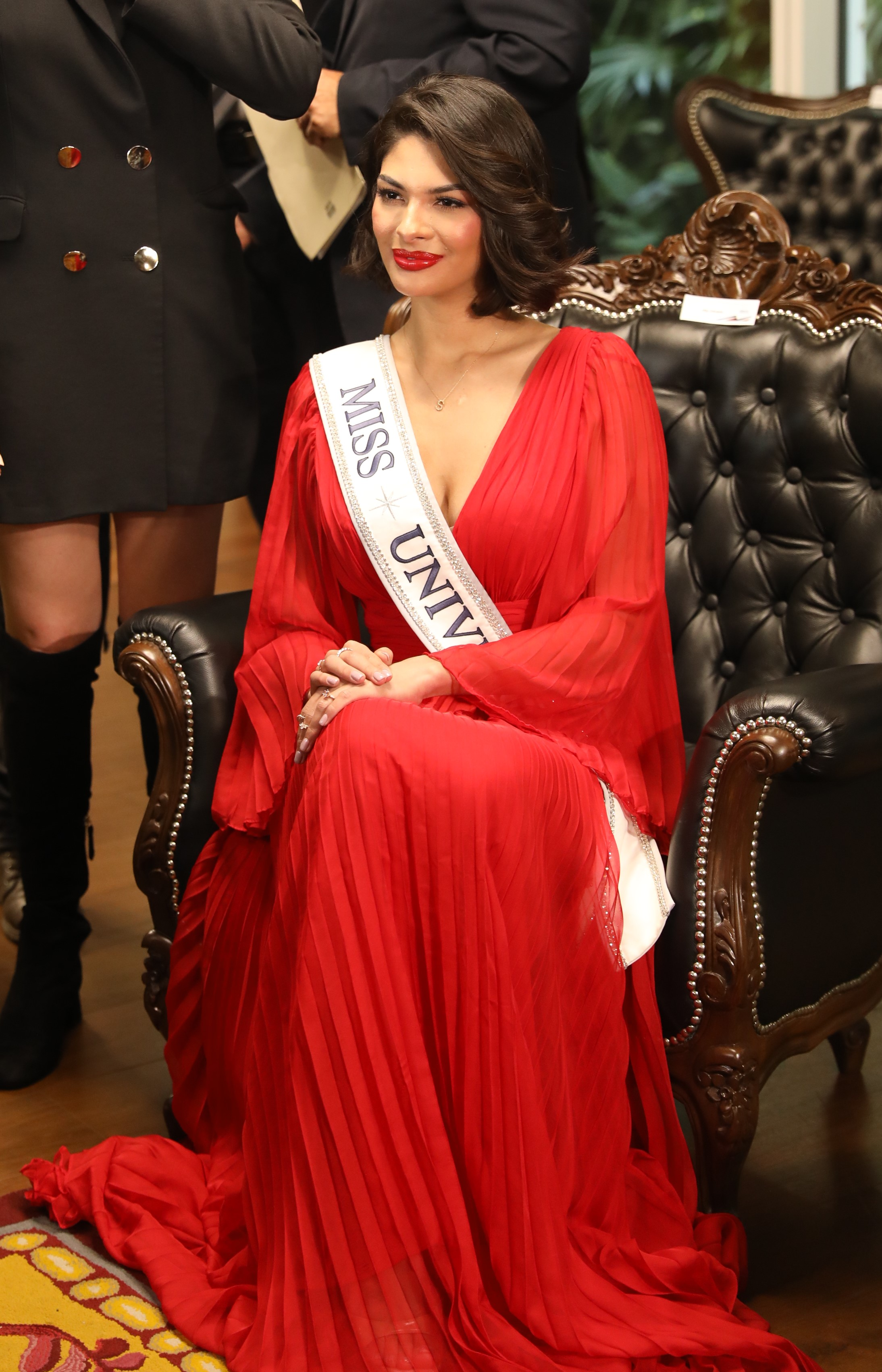
2023年環球小姐 尼加拉瓜代表 - 軒妮詩·帕菈希歐斯

- 寫上Miss Universe的綬帶一條
- 登上一次哥倫比亞電視台節目的機會
- 居住在纽约一年，還在纽约有一幢大廈
- 登上Pageant Place真人秀節目
- 在官方網站登出有關環球小姐官方照，有自己的個人網誌
- 當一年愛滋病預防大使
- 一年到世界各地的活動，包括跟美國小姐和美國妙齡小姐當室友一年直到任期完結，可能會遊覽全球或到世界各地當國家的選美評判，或當觀眾。
- 當選後馬上變成環球小姐組織的成員和職員
- 一年當環球小姐的任期

任期完結後可以自由發展，至今有不少環姐冠軍過着不同的生活，但可能會當以後比賽的評判或客席主持等。
除了冠軍外，環球小姐選美的前五名都會獲頒發名次獎項：
- 前五名選手都可以得到1,000元美金和一個取得名次的獎杯，還有其他獎品。

其餘選手將獲發放紀念品，如取得其他特別獎項，也會得到相關獎項的獎杯：
- 入圍選手和得到獎項的選手都可以得到一個小獎杯作為獎勵。
- 每位選賽選手都可以得到一個參賽獎杯，以及紀念品，而參賽後大會提供的泳衣、晚裝和民族服裝都會送給選手。

## 主持人列表
截至2007年已經有不少當過環姐比賽的主持人。
| 年份      | 主持                            | 客席主持                                                                   |
| --------- | ------------------------------- | -------------------------------------------------------------------------- |
| 1952-1957 | Bob Russell                     | 無                                                                         |
| 1958-1959 | Byron Palmer                    | 無                                                                         |
| 1960      | Charles Collingwood             | George De Witt、Arthur Godfrey和Jayne Meadows                              |
| 1961      | Johnny Carson                   | Jayne Meadows                                                              |
| 1962-1963 | Gene Rayburn                    | 無                                                                         |
| 1964-1966 | Art Linkletter                  | June Lockhart                                                              |
| 1967-1971 | Bob Barker                      | June Lockhart                                                              |
| 1972-1977 | Bob Barker                      | Helen O'Connell                                                            |
| 1978      | Bob Barker                      | Helen O'Connell和Corinna Tsopei                                            |
| 1979-1980 | Bob Barker                      | Helen O'Connell和Jayne Kennedy                                             |
| 1981      | Bob Barker                      | Elke Sommer                                                                |
| 1982-1985 | Bob Barker                      | Joan Van Ark                                                               |
| 1986-1987 | Bob Barker                      | Mary Frann                                                                 |
| 1988      | Alan Thicke                     | Tracy Scroggins                                                            |
| 1989      | John Forsythe                   | Karen Baldwin和Emma Samms                                                  |
| 1990      | Dick Clark                      | Leeza Gibbons和Margaret Gardiner                                           |
| 1991-1992 | Dick Clark                      | Leeza Gibbons和Angela Visser                                               |
| 1993      | Dick Clark                      | Cecilia Bolocco和Angela Visser                                             |
| 1994      | Bob Goen                        | Arthel Neville和Angela Visser                                              |
| 1995      | Bob Goen                        | Daisy Fuentes                                                              |
| 1996      | Bob Goen                        | Marla Maples Trump                                                         |
| 1997      | George Hamilton                 | Marla Maples Trump                                                         |
| 1998-1999 | Jack Wagner                     | Ali Landry和Julie Moran                                                    |
| 2000      | Sinbad                          | Ali Landry和Julie Moran                                                    |
| 2001      | Naomi Campbell和Elle MacPherson | Todd Newton和Brook Mahealani Lee                                           |
| 2002      | Phil Simms和Daisy Fuentes       | Brook Mahealani Lee                                                        |
| 2003-2004 | Billy Bush和Daisy Fuentes       | 無                                                                         |
| 2005      | Billy Bush和Nancy O'Dell        | 無                                                                         |
| 2006      | Carlos Ponce和Nancy O'Dell      | Shandi Finnessey和Carson Kressley                                          |
| 2007      | Mario Lopez和Vanessa Minnillo   | 無                                                                         |
| 2008      | Jerry Springer和Melanie Brown   | 無                                                                         |
| 2009      | Billy Bush和Claudia Jordan      | 無                                                                         |
| 2010      | Bret Michaels和Natalie Morales  |                                                                            |
| 2011      | Andy Cohen和Natalie Morales     | Jeannie Mai和Shandi Finnessey                                              |
| 2012      | Andy Cohen和Giuliana Rancic     | Jeannie Mai                                                                |
| 2013      | Mel B和Thomas Roberts           | Jeannie Mai                                                                |
| 2014      | Natalie Morales和Thomas Roberts | Jeannie Mai                                                                |
| 2015      | Steve Harvey                    | Roselyn Sánchez                                                            |
| 2016      | Steve Harvey                    | Ashley Graham                                                              |
| 2017      | Steve Harvey                    | Ashley Graham、Carson Kressley和Lu Sierra                                  |
| 2018      | Steve Harvey                    | Ashley Graham、Carson Kressley和Lu Sierra                                  |
| 2019      | Steve Harvey                    | Olivia Culpo和Vanessa Lachey                                               |
| 2020      | Mario Lopez                     | Olivia Culpo．Olivia Culpo．Paulina Vega．Demi-Leigh Tebow．Cheslie Kryst† |
| 2021      | Steve Harvey                    | Carson Kressley．Cheslie Kryst†                                            |

## 評判及表演嘉賓
預賽和決賽的評判都是外國名人，有些是演員、歌手、藝術家、博士、前任選美皇后等。
80年代增加一個環節，就是給表演嘉賓出場表演的。不過1998年起，取消了這項環節，改為在開場環節，泳裝和晚裝環節時進行表演，通常是跳舞和唱歌，而且被邀請的嘉賓都是當時最流行最受歡迎的人士或樂隊。

## 比賽過程
比賽為期一個月，會在舉辦國家集合後，再進行培訓，根據日程表而旅行，再進行預賽及決賽採排，拍攝官方照等工作。

## 屬環球小姐組織負責的比賽
環球小姐組織旗下有三個選美比賽，分別是環球小姐（Miss Universe）、美國小姐（Miss USA）和美國妙齡小姐（Miss Teen USA）。

## 冷知識
- 首位去世的環姐冠軍：1955年度環球小姐（Hillevi Rombin）是位田徑運動健將，婚後在1996年和丈夫及六個子女中的其中一位坐上直升機失事而去世，逝世當年63歲。
- 冠亞軍打成平手：1954年度環球小姐競選中，巴西小姐和美國小姐都打成平手，由於當時的泳衣和總部都在美國，所以評判決定把冠軍頒給美國小姐，而巴西小姐屈居亞軍。
- 遲來的喜訊：由於1957年的美國小姐被揭發已婚，但她已經進入了環球小姐決賽前十五名，最終大會罷免了她，同時也取消了資格，最后由第16名阿根廷小姐搭上尾班車，進入前15名。
- 一段佳話：1958年度哥斯達黎加小姐到達美國後才發現參加年齡要超過18歲，但她還差2個月才能達到要求，她誠實地告訴給大會，最終大會也接受了她的誠實，她可以繼續比賽，但不接受評分。
- 難以掩蓋的心情：1964年環球小姐競選中，尼日利亞小姐是一位黑人佳麗，這也是尼日利亞首次派出佳麗參加，她在日記已經提到必須奪得后冠，可是在公佈前十五名後竟然沒有她的名字，她馬上變得激動，之後還暈倒，最終要保安人員才能送她離場
- 墜落的冠軍：1974年絕對是選美史上最差強人意的一年，環球小姐冠軍在任期內接拍三級片，最終被罷免了；但本來要補上環姐一職的威爾士小姐代表英國參加同年的世界小姐競選卻奪得冠軍，她拒絕了這個要求。但四天後，她因被揭發結過婚而被罷免了。
- 首位黑人冠軍：1977年來自千里達及多巴哥的佳麗勝出環姐后冠，她是首位黑人環姐，不過，真正來自非洲的環球小姐也要等到1999年的波札那小姐。
- 舞台的蹋下：1979年度環球小姐競選上，在宣佈委內瑞拉小姐是冠軍后，大量記者和傳媒跑到台上，令舞台不能負荷，突然蹋下，共18個人受傷。
- 進入政治舞台：1981年環球小姐冠軍（Irene Saez）在缷任後進軍委內瑞拉政壇，得到不錯的成績。從州長，直到總統，可惜的是1996年競選總統失敗。
- 來自地獄的環姐:1990年冠軍環球小姐來自挪威的海爾（英语：Hell, Norway），而這村的英文名稱「Hell」跟「地獄」的英文名稱相同，結果介紹自己說：「我是來自海爾（地獄）的美女。」（I am the beauty queen from hell.）時，引起公眾笑話。
- 難以彌補的遺憾：1992年度環球小姐競選預賽中，冰島小姐和瑞典小姐都得到第十名，但當時的半決賽只能取十位佳麗，她們必須是預賽分數最高的十名，最后只好讓瑞典入圍半決賽，冰島小姐遺憾被迫落選。
- 最經典的故事：1996年的冠軍環球小姐的故事是最經典的，首先她在任期內超級發福，從120磅增至160磅，之後又卷入殺人事件。本來她差點被罷免，不過如火如荼的瘦身令身材比以前曲苗條，最終保住后冠。十年後，她拍攝裸照，在拉美版本花花公子雜誌的專題發行。
- 七國混血美女：1997年度環球小姐冠軍有七國血統，分別是英國、葡萄牙、荷蘭、中國、韓國、美國和夏威夷土著血統。
- 報錯賽果：2015年度環球小姐競選，發生史無前例的報錯賽果頒錯獎鬧劇。哥倫比亞小姐登上環姐寶座，並進行加冕儀式，但一切只是司儀擺烏龍，亞軍的菲律賓小姐才是真正的后冠主人。

## 環姐统计
| 奪冠次數 | 國家     | 年份                                                 |
| -------- | -------- | ---------------------------------------------------- |
| 9        | 美國     | 1954、1956、1960、1967、1980、1995、1997、2012、2022 |
| 7        | 委內瑞拉 | 1979、1981、1986、1996、2008、2009、2013             |
| 5        | 波多黎各 | 1970、1985、1993、2001、2006                         |
| 4        | 菲律賓   | 1969、1973、2015、2018                               |
| 3        | 印度     | 1994、2000、2021                                     |
| 3        | 墨西哥   | 1991、2010、2020                                     |
| 3        | 南非     | 1978、2017、2019                                     |
| 3        | 瑞典     | 1955、1966、1984                                     |
| 2        | 法國     | 1953、2016                                           |
| 2        | 哥倫比亞 | 1958、2014                                           |
| 2        | 日本     | 1959、2007                                           |
| 2        | 加拿大   | 1982、2005                                           |
| 2        | 澳大利亞 | 1972、2004                                           |
| 2        | 泰國     | 1965、1988                                           |
| 2        | 芬蘭     | 1952、1975                                           |
| 2        | 巴西     | 1963、1968                                           |
| 1        | 丹麥     | 2024                                                 |
| 1        | 尼加拉瓜 | 2023                                                 |
| 1        | 安哥拉   | 2011                                                 |
| 1        | 多明尼加 | 2003                                                 |
| 1        | 巴拿馬   | 2002（注2）                                          |
| 1        | 俄羅斯   | 2002（注1）                                          |
| 1        | 波札那   | 1999                                                 |
| 1        | 納米比亞 | 1992                                                 |
| 1        | 挪威     | 1990                                                 |
| 1        | 荷蘭     | 1989                                                 |
| 1        | 智利     | 1987                                                 |
| 1        | 紐西蘭   | 1983                                                 |
| 1        | 以色列   | 1976                                                 |
| 1        | 西班牙   | 1974                                                 |
| 1        | 黎巴嫩   | 1971                                                 |
| 1        | 阿根廷   | 1962                                                 |
| 1        | 德國     | 1961                                                 |
| 1        | 秘魯     | 1957                                                 |

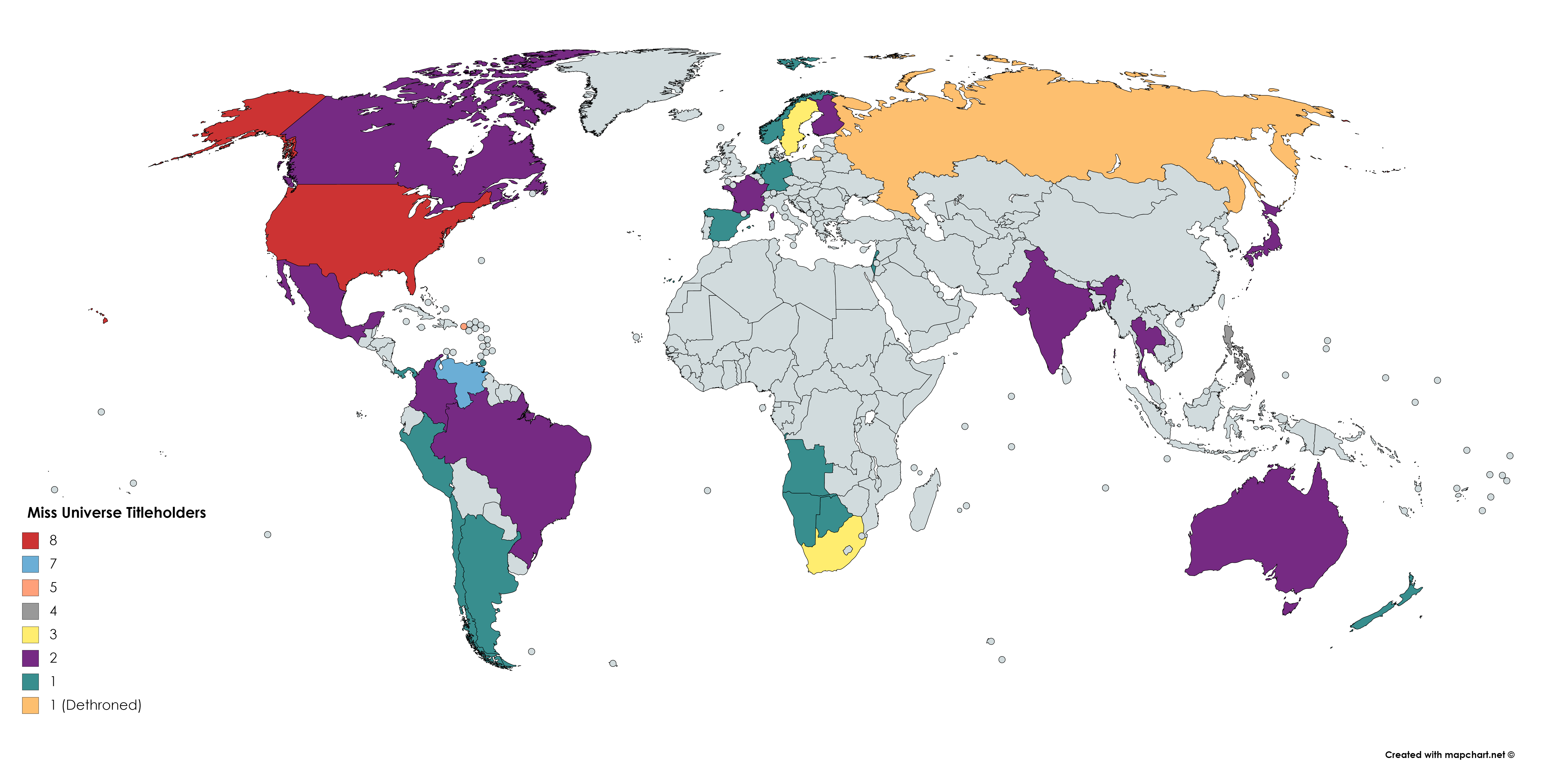
按環球小姐得主所來自國家地理分佈圖（截至2019年）

注1：2002年俄羅斯環姐雖然獲勝，但是隨後因為某些原因無法履行環姐義務而被除名。
注2：2002年巴拿馬環姐雖然屈居亞軍，但是由於隨後俄羅斯環姐被除名而被遞補成為當年環姐冠軍。

## 大中華地區參賽
大中華地區之中，香港在1952年舉行的首屆環球小姐選美已經參賽，新加坡則於1954年度環球小姐比賽開始參加，中華民國（臺灣）在1961年度環球小姐比賽首次參賽，中國大陸則在2002年度環球小姐比賽起參賽。承辦環球小姐最早的是香港，於1976年度環球小姐比賽成為東道主，新加坡則承辦1987年度環球小姐比賽，台灣也曾經承辦1988年度環球小姐比賽。

### 中國大陸
中國大陸自2002年才開始派出代表参賽；其後除2023年之外皆有参賽。到目前已有16屆。
歴屆中國大陸佳麗的名次如下（只列出入圍的佳麗）：
| 年份   | 參選者 | 名次     | 參選地點       | 屆次   | 備註             |
| 2002年 | 卓靈   | 季軍     | 波多黎各聖胡安 | 第51屆 |                  |
| 2011年 | 羅紫琳 | 第五名   | 巴西聖保羅     | 第60屆 |                  |
| 2013年 | 靳烨   | 前十六名 | 俄罗斯莫斯科   | 第62屆 | 同时获得亲善小姐 |
| 2017年 | 邱薔   | 前十六名 | 美國拉斯維加斯 | 第66屆 |                  |
| 2024年 | 賈琪   | 前三十名 | 墨西哥墨西哥城 | 第73屆 |                  |

獲得特別獎項但不入圍的中國大陸佳麗：
| 年份   | 參選者 | 獎項           | 參選地點       | 屆次   | 備註                                                               |
| 2007年 | 張寧寧 | 親善小姐       | 墨西哥墨西哥城 | 第55屆 | - 張寧寧是第一位由中國環球小姐總部委派出賽的並獲得獎項的中國佳麗   |
| 2009年 | 王靜瑤 | 親善小姐       | 巴哈馬拿騷     | 第58屆 | - 王靜瑤是第二位由中國環球小姐總部委派出賽的並獲得獎項的中國佳麗。 |
| 2012年 | 许继丹 | 最佳民族服装奖 | 美国拉斯维加斯 | 第61屆 | - 许继丹是第三位由中國環球小姐總部委派出賽的並獲得獎項的中國佳麗。 |
| 2013年 | 靳烨   | 親善小姐       | 俄罗斯莫斯科   | 第62屆 | - 靳烨是第四位由中國環球小姐總部委派出賽的並獲得獎項的中國佳麗。   |

- 中國至今仍沒有任何城市承辦過環球小姐
- 中華人民共和國曾經申辦第54屆2005年度環球小姐比賽但落敗，該屆環姐最後在泰國曼谷舉行。

### 香港
香港自1952年的首屆環球小姐競選已派出代表参賽，其後在1954、1960、1962、1964、1965、1967至1970、1972至2000年皆有参賽，是目前角逐環姐競選最多次數的華人地區代表。因為這個英語名為（Miss Universe）的國際選美大賽在1950年代並沒有中文官方名稱，所以曾經被香港報業媒體翻譯為「世界小姐」，但其後於1959年起香港小姐競選獲獎佳麗亦開始參加由另一機構主辦的世界小姐競選（Miss World），為避免兩者的中文名稱發生混淆，香港媒體因而將這個選美大賽再翻譯為「環球小姐」，並成為現今中文媒體的通用名稱。
1952年起的香港小姐競選兼具環球小姐香港代表選拔賽的角色，並由香港小姐競選主辦機構保薦港姐冠軍到環姐競選的舉辦國參賽，1952年第四屆香港小姐冠軍但茱迪及1954年第五屆香港小姐冠軍李慧珍，分別奪得環姐第四名及季軍，是迄今獲得最高名次的兩位香港參賽佳麗。
香港代表由1973年至2000年為止都是由香港電視廣播有限公司（TVB）所委派出賽，她們皆為該年度的香港小姐冠軍；但有一屆例外，就是在新加坡舉行的1987年環球小姐競選，這屆參加環姐競選的香港佳麗鍾淑慧並不是出自香港小姐，她是在1987年1月由TVB主辦的「環球小姐香港選拔賽」冠軍，也是至今唯一一屆「環球小姐香港選拔賽」，原因是香港小姐的舉辦月份從1987年起被主辦單位TVB由過往的5月，延遲至暑假期間的8月，以獲取更多的節目及廣告收視，故此1987年香港小姐冠軍是無法趕及出選該年5月在新加坡舉行的1987年度環球小姐競選，為免缺席當年的環姐競選，TVB於是臨時舉辦「環球小姐香港選拔賽」和派出選拔賽的冠軍鍾淑慧參加1987年度環球小姐競選，至於1987年港姐冠軍楊寶玲則留待到1988年才到台北參選1988年環姐，此後本年度港姐冠軍參加翌年的環姐競選成為慣例。香港自2001年起沒有繼續参賽，原因是美國環球小姐公司（MUI）要求香港代表的選拔賽由「香港小姐競選」易名為「環球香港小姐競選」或者設立冠有「環球小姐」之名的香港選拔賽，否則不可繼續參賽，加上環球小姐的參賽開支是國際性選美大賽之中最高昂的，而且環球小姐主辦機構對參賽佳麗從事的工作有較多限制，包括佳麗要得到環球小姐主辦機構的批准方可與其他公司簽署商業廣告合約，這會對香港小姐競選的主辦單位TVB出任港姐冠軍經理人造成頗多限制，影響TVB安排港姐冠軍拍劇、商業宣傳及抽取其佣金，特別是自從1987年起的港姐冠軍都被安排參加下年舉辦的環球小姐後，港姐冠軍於下年參加環姐競選前會有近一年時間TVB不可任意安排其工作，所以TVB決定不再安排香港小姐參選環球小姐，因而2001年起香港沒有繼續参賽，直到2024年香港電視娛樂重新参加环球小姐赛事为止。
歴屆香港佳麗的名次如下：（只列出入圍的佳麗）
| 年份   | 參選者                               | 名次     | 參選地點     | 屆次   | 備註                                                                                                   |
| 1952年 | 但茱迪                               | 殿軍     | 美國長灘     | 第1屆  | - 香港首位環姐代表 - 她是首位參賽的華人代表 - 她是首位取得環姐名次的亞洲佳麗                           |
| 1954年 | 李慧珍                               | 季軍     | 美國長灘     | 第3屆  | - 她是歷屆環姐競選中，取得最高名次的香港佳麗 - 她是首位晉身環姐三甲的亞洲佳麗                          |
| 1967年 | 羅娜（Laura Arminda da Costa Roque） | 前十二名 | 美國邁亞密   | 第16屆 | - 她是1967年港姐冠軍，葡萄牙裔香港人。                                                                 |
| 1970年 | 何秀汶                               | 前十五名 | 美國邁亞密   | 第19屆 | - 她是生於香港的中外混血兒                                                                             |
| 1976年 | 林良蕙                               | 前十二名 | 英屬香港     | 第25屆 | - 該年環姐競選在香港舉行，她由TVB派出參賽。                                                            |
| 1988年 | 楊寶玲                               | 第五名   | 中華民國台北 | 第36屆 | - 是TVB所委派出賽佳麗之中成績最好的 - 1987年，她也参加了世界小姐並獲得了亞洲皇后的名銜及入選前十二名。 |

獲得特別獎項但未能入圍的香港佳麗：
| 年份   | 參選者 | 獎項               | 參選地點   | 屆次   | 備註                                                   |
| 1984年 | 高麗虹 | 最佳民族服飾獎季軍 | 美國邁亞密 | 第32屆 | - 她是澳洲和中國的混血兒，目前是影星洪金寶的第二任妻子 |

- 香港曾在1976年承辦環球小姐競選，地點是香港銅鑼灣的利舞台。該屆東道主香港佳麗林良蕙入選了前十二名。
- 該屆的司儀是英語流利的香港人劉家傑；是歷屆環姐歷來唯一一位華人司儀。
- 香港是第二個承辦環球小姐的亞洲城市，第一個是1974年，在菲律賓馬尼拉舉行。

### 澳門
主辦方在2024年首次派員到當地招收參賽者，通過面試的只有趙嘉晞；她入圍決賽30強。

### 臺灣
中華民國（臺灣）由1961年開始派出代表參賽；其後在1962和1964年皆有参賽，之後就停了下來。1987年，台灣人唐日榮創立「中華民國台灣選美協會」，把在台灣中斷了20多年的選美活動重新帶回台灣，並在1988年舉辦台灣「中華民國台灣選美協會」首屆的中國小姐競選。1988年中國小姐冠軍胡翡翠當選後隨即被委派参加1988年在台北舉行的環球小姐。唐日榮自任「中華民國台灣選美協會」理事長直到1995年。此後，1996年-2001、2003至2004年皆有台灣代表被委派出賽。之後到目前為止沒有再参賽。直到2013年開始，由中華國際選美發展交流協會舉辦中華民國小姐（Miss R.O.C.）選拔賽，來選出年度中華民國小姐。以及該協會在2013年、2014年舉辦第25、26屆世界模特小姐大賽，台灣方面由派代表參賽。
由於政治因素，來自台灣的佳麗代表在不同年份曾以不同的名義参賽：
| 年份                                | 名義                                    | 備註 |
| - 1961年 - 1962年 - 1964年          | - 中國小姐 - Miss China                 | - 當年由於中華人民共和國和普遍西方國家未有邦交，中華民國皆以「China」的名義参加各項國際比賽例如奥運會等等 |
| - 1988年-1991年                     | - 中華民國小姐 - Miss Republic of China | - 當時中華民國普遍認為要以中華民國來對外識别，讓外國人知道台灣不屬於中華人民共和國，其實屬於中華民國。 |
| - 1992年                            | - 中國台灣小姐 - Miss China/Taiwan      | |
| - 1994年-1999年                     | - 中華民國台灣小姐 - Miss Taiwan, ROC   | |
| - 2000年 - 2003年-2004年            | - 中華台北小姐 - Miss Chinese Taipei    | - 2003年環球小姐大會要求台灣佳麗陳思羽把「台灣小姐／ Miss Taiwan」更名為「中華台北小姐／Miss Chinese Taipei」， 經抗議後 大會同意陳思羽台下戴「台灣小姐／Miss Taiwan」彩帶 台上依然使用「中華台北小姐／Miss Chinese Taipei」 |
| - 2013年 - 2015年 - 2016年 - 2017年 | - 中華民國小姐 - Miss R.O.C.            | |

歴屆中華民國（台灣）佳麗的名次如下：（只列出入圍的佳麗）
| 年份   | 參選者 | 名義                                 | 名次   | 參選地點   | 屆次   |
| 1961年 | 汪麗玲 | 以「中國小姐／Miss China」的名義參賽 | 第五名 | 美國邁亞密 | 第10屆 |
| 1962年 | 劉秀嫚 | 以「中國小姐／Miss China」的名義參賽 | 殿軍   | 美國長灘   | 第11屆 |
| 1964年 |        | 以「中國小姐／Miss China」的名義參賽 | 第五名 | 美國邁亞密 | 第13屆 |

- 臺灣曾在1988年承辦環球小姐競選，地點在臺北縣林口鄉的林口體育館。
- 該屆環姐的特別之處在於頭五名佳麗有4個來自亞洲 （冠軍：Porntip Nakhirunkanok-泰國、亞軍：張允鈞-韓國、季軍：Amanda Beatriz Olivares Philips-墨西哥、殿軍：櫻口瑞穗-日本、第五：楊寶玲-香港）成為亞洲佳麗表現最特出的一屆環姐。不過該屆的東道主；台灣代表胡翡翠未能進入決賽。胡翡翠當年是以「中華民國小姐／Miss Republic of China」的名義參賽。
- 臺北縣是第二個承辦環球小姐的華人城市，第一個是1976年的香港。不過當年的香港仍然是英國殖民地。

## 近年已停止參賽地區
- 加蓬
- 黑山
- 中華臺北
- 北馬里亞納群島
- 密克羅尼西亞
- 巴布亞新畿內亞
- 斐濟
- 萬那杜
- 新喀里多尼亞
- 薩摩亞獨立國
- 庫克群島
- 伊拉克
- 約旦
- 盧森堡
- 直布羅陀
- 突尼斯
- 象牙海岸
- 貝寧
- 甘比亞
- 馬達加斯加
- 塞席爾
- 摩洛哥
- 塞內加爾
- 賴比瑞亞
- 斯威士蘭
- 萊索托
- 辛巴威
- 格陵蘭
- 格林納達
- 古巴
- 百慕達
- 聖馬丁
- 博奈爾
- 蘇里南

## 從未參賽地區
雖然環球小姐組織盡力將之推展到地球不同角落，但礙於宗教、文化差異、社會經濟因素，或個別地區總體人口較少，現時仍然有不少國家或地區從未派代表參選。事實上，環球小姐的專利權費用及參賽開支是四大世界性選美比賽中最昂貴的，所以對最不發達國家營運者而言，參選環球小姐開銷相對較大；對於人口較少的地區則參賽成本相對較高。
- 文萊
- 北韓
- 不丹
- 東帝汶
- 帛琉
- 基里巴斯
- 瑙魯
- 圖瓦盧
- 湯加
- 土庫曼斯坦
- 北塞浦路斯土耳其共和國
- 卡達
- 巴林
- 科威特
- 敘利亞
- 沙烏地阿拉伯
- 阿拉伯聯合大公國
- 阿曼
- 葉門
- 巴勒斯坦
- 科摩羅
- 利比亞
- 蘇丹
- 南蘇丹
- 吉布地
- 中非共和國
- 布隆迪
- 盧旺達
- 烏干達
- 莫三比克
- 查德
- 尼日
- 馬里
- 布吉納法索
- 西撒哈拉
- 毛里塔尼亞
- 剛果共和國
- 聖多美與普林西比
- 摩爾達維亞
- 維德角群島